# Chiesa di San Silvestro (Milano)
La chiesa di San Silvestro, anche nota come San Silvestro ai tre monasteri, era una chiesa di Milano. Situata nell'attuale via Giuseppe Verdi, la chiesa fu soppressa nel 1786.

## Storia
Secondo Carlo Torre, la chiesa fu edificata in onore del Santo Papa Silvestro I dal vescovo Ansperto nell'878, mentre il Latuada sostiene che della chiesa non vi siano documenti risalenti a prima dell'XI secolo, mentre la chiesa viene citata nuovamente negli atti di un processo del XII secolo. La chiesa fu soppressa nel 1786 nel programma delle soppressioni Giuseppine ed in seguito demolita, tuttavia diede il nome alla contrada di San Silvestro per molti anni, fino all'intitolazione della via a Giuseppe Verdi.

## Architettura
Della chiesa è noto solo l'aspetto secentesco dopo i rifacimenti dovuti allo stato cadente della chiesa primitiva. La chiesa, progettata da Gerolamo Quadrio, aveva una pianta quadrata: nonostante la chiesa non fosse di eccezionali dimensioni, essa non fu conclusa prima del 1725 e presentava l'altare maggiore fatto di marmo decorato con una pala d'altare, con una cappella, definita dal Latuada come "maestosa".